# Densitometria òssia

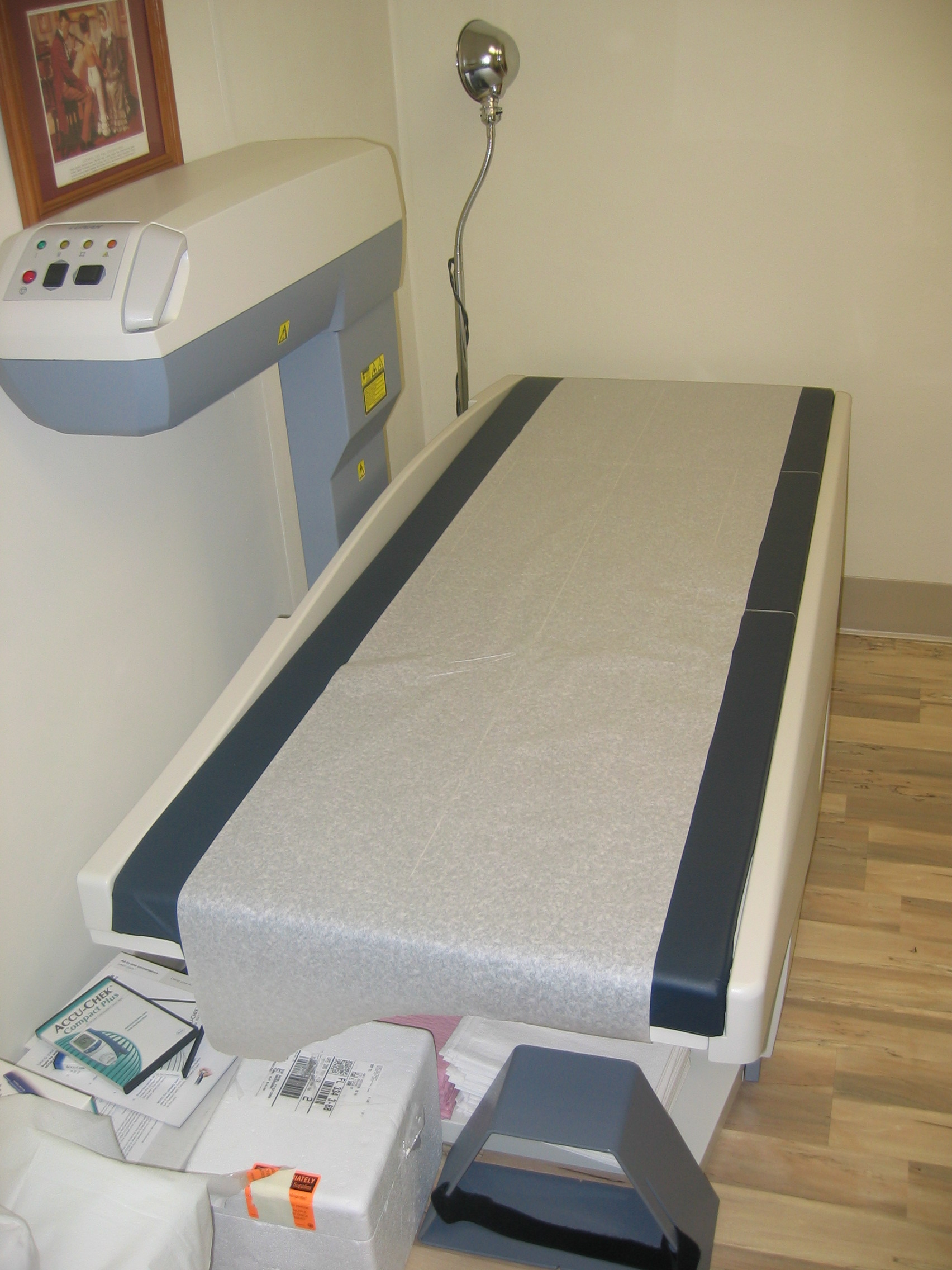
Un escàner per mesurar la densitat òssia amb l'absorciometria de raigs X d'energia dual.

La densitometria òssia és una prova per determinar la densitat mineral òssia (DMO). Habitualment es realitza amb una absorciometria de raigs X d'energia dual. Serveix per al diagnòstic d'osteoporosi. El test es Realitza amb l'aparell que mesura les imatges i dona una xifra de la quantitat mineral òssia per superfície.
El test es realitza mesurant un, o més, os específic, usualment de la columna vertebral, maluc, avantbraç. La DMO és comparada amb la mitjana i desviació tipus la basada en edat, sexe, grandària. La comparacions de resultats s'usa per determinar el risc de fractures i l'estat d'osteoporosi en un individu.
Es fa amb l'isòtop radioactiu gadolini 132, en forma de pastilla sòlida Dins d'un tub. Aquest muntada sobre un braç que recorre la superfície del cos del pacient. La radiació li travessa i és recollida per un detector específic de radiacions situat a la base de l'aparell. Es pot Compte una tècnica no invasiva.
El gadolini té la particularitat que té doble emissió, de 100 i de 44 Kw, aquesta última més absorbida per les parts toves i l'altra per les parts òssies, de manera que l'ordinador discrimina les parts toves. Aquesta característica permet realitzar la prova amb el pacient vestit.
L'aparell mesura les imatges i dona una xifra de la DMO. Les xifres normals de DMO oscil·len entre 0,97 i 1,28 mg/cm². Si és menor de 0,97 hi ha una DMO escassa i el 0,97 és l'anomenat llindar de fractura (susceptible de patir una fractura patològica i de tractar-la).
L'estudi de les densitometries al llarg d'un període determinació permet estudiar l'evolució de la pèrdua de calci, elaborar un pronòstic i establir el llindar de fractura, permetent els tractaments preventius corresponents.
Densitat mitjana mineral de l'os 'DPH' = CMH/A [g/cm ²]
- CMH = contingut mineral de l'os = g/cm
- A = amplada de la línia escanejada

## Interpretació
Els resultats de la densitometria s'expressen en dues mesures, el T-score i el Z-score. Les puntuacions indiquen el nombre de desviació tipus en la densitat mineral de l'os respecte de la mitjana. Resultats negatius indiquen menor densitat òssia, i positius major.

### T-score
La puntuació T és la comparació de la DMO del pacient amb el d'una persona sana de 30 anys del mateix sexe i ètnia. Aquest valor és usada en dones postmenopàusiques i homes de més de 50 anys, ja que fa una millor predicció del risc de futures fractures.
Els Criteris de l'Organització Mundial de la Salut són:
- Normal és un T-score de -1.0 o major
- Osteopènia es defineix a tan baix com -1,0 i major que -2,5
- Osteoporosi es defineix com -2.5 o menor, significant una densitat òssia que és dos i mig les desviacions estàndard per sota de la mitjana d'una dona de 30 anys.

### Z-score
La puntuació Z és la comparació de la DMO del pacient amb el d'una persona sana de la mateixa edat, sexe, ètnia. Aquest valor és usada en dones premenopàusiques, homes per sota dels 50, i en nens. També serveix per establir si el pacient té una DMO tan baixa, i això fa presumir alguna causa secundària.